# 黃綺婷
黃綺婷（英語: Edith "ET" Wong Yi-ting；1981年–），香港民主派人士，曾擔任前立法會議員許智峯議員助理－行政主任，任維修香港創會資深義工，前土瓜灣南社區主任。

## 政治生涯

### 區議會選舉
2015年區議會選舉，黃綺婷以獨立身分出選觀塘J30協康 ，獲得907票不敵1831票的九龍社團聯會會長陳振彬，同區還有獲634票的周頌平。
2019年區議會選舉，黃綺婷轉至九龍城土瓜灣南選區，報稱獨立民主派出選，惟未獲民主派區選聯盟支持，被網民批評分薄票源。她最終在選前一星期宣布終止選舉工程，並獲得107票而落敗。

### 社運活動
2014年雨傘運動後，黃綺婷參與社區組織 – 維修香港，是其中一位創會資深義工，落戶土瓜灣社區工作，冀種下民主種子。義工團體其後希望將模式複製到十八區，維修香港開始在觀塘服務。唯因資源緊拙，2015年後已停止於觀塘的工作，黃綺婷及一眾義工則留在土瓜灣區，繼續服務街坊。
2016年立法會選舉，黃綺婷代表維修香港參與雷動計劃，於土瓜灣南擺街站宣傳，嘗試改變民主派一向票多議席少的結果。
2017年起，黃綺婷出任立法會許智峯議員助理，協助地區辦事處日常運作、個案處理及資料搜集。
2018年3月及11月的兩次九龍西補選，黃綺婷於土瓜灣南為姚松炎及李卓人助選，統籌周邊義工，物資，分配及安排，包括但不限於提名街站，選舉論壇，洗樓及後援等助選活動，希望泛民主派重新取得此議席。

## 外部連結
1. 2015年維修香港成員黃綺婷
2. 全港反送中聯席回應 （页面存档备份，存于）
3. 【區選系列1：獨立候選人黃綺婷 協康】 （页面存档备份，存于）
4. 大陸團逼爆土瓜灣 兩年五宗旅遊巴致命事故 （页面存档备份，存于）
5. 土瓜灣旅遊巴撞斃途人　團體致哀促旅行團數量封頂 （页面存档备份，存于）

1. ↑  維修香港成員黃綺婷
2. ↑  .   [2019-10-23]. （原始内容存档于2019-10-23）.